# História da Ossétia do Sul

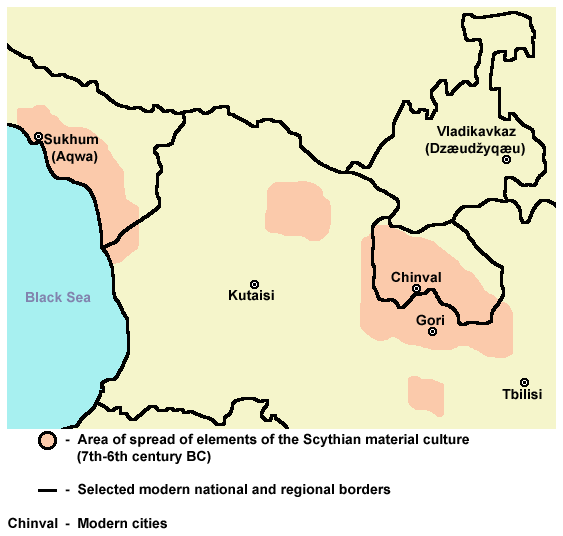

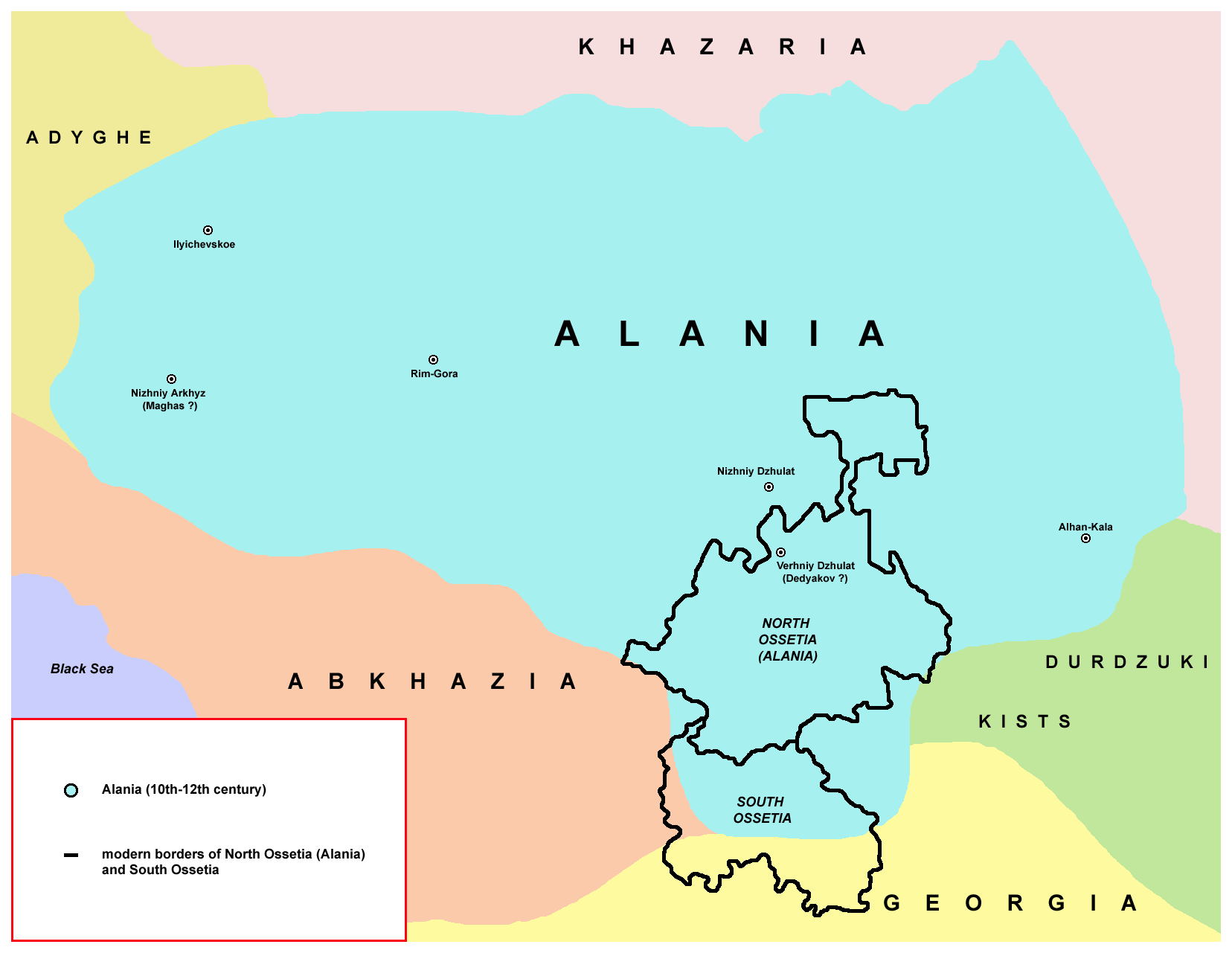

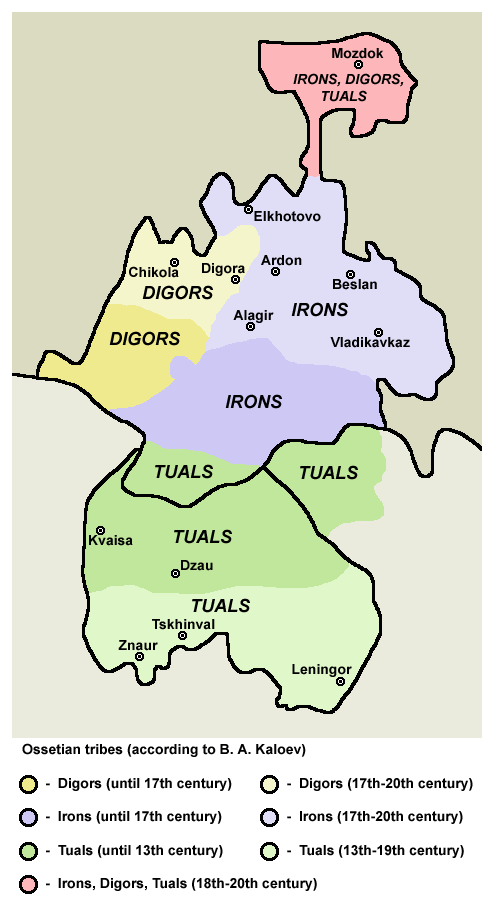

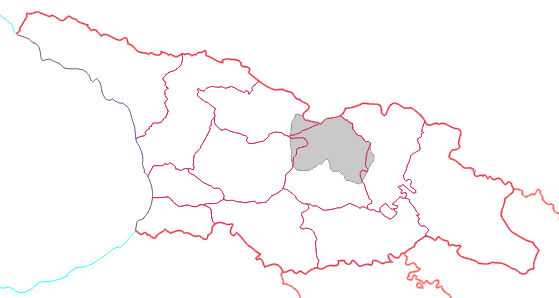
Ossétia do Sul na Geórgia.

Os ossetas descendem originalmente dos alanos, uma tribo sármata. Foram convertidos ao cristianismo durante o início da Idade Média, por influência georgiana e bizantina. Sob a dominação mongol, foram expulsos de sua terra natal, ao sul do rio Don, na atual Rússia, e cruzaram as montanhas do Cáucaso, até a Geórgia onde formaram três entidades territoriais distintas. Digor, no oeste, foi influenciado pelo povo vizinho dos cabardinos, que introduziram o islamismo à região. Tualläg, no sul, tornou-se o que atualmente é a Ossétia do Sul, parte do principado histórico georgiano de Samachablo, onde os ossetas encontraram refúgio dos invasores mongóis. Iron, no norte, tornou-se a atual Ossétia do Norte, que está sob o domínio russo desde 1767. Atualmente a maioria dos ossetas são cristãos ortodoxos, (aproximadamente 61%), e existe uma minoria muçulmana significante.

## Domínio russo e soviético
A Ossétia do Sul foi anexada pela Rússia em 1801, juntamente com a Geórgia, e incorporada ao Império Russo. Após a Revolução Russa, o país fez parte da República Democrática da Geórgia, controlada pelos mencheviques, enquanto a Ossétia do Norte passou a fazer parte da República Soviética do Térek. A área viveu uma série de rebeliões ossetas entre 1918 e 1920, onde a independência foi exigida. O governo georgiano acusou os ossetas de cooperação com os bolcheviques, e os reprimiu. A violência eclodiu em 1920 quando georgianos menheviques enviaram a Guarda Nacional e unidades do exército regular para Tskhinvali para esmagar os insurgentes. De acordo com fontes ossetas, cerca de 5.000 ossetas foram mortos e mais de 13.000 morreram subsequentemente, de fome e epidemias.
O governo soviético da Geórgia, posto no poder em 1921 pelo 11º Exército Vermelho, controlado pelo ditador Stalin, criou, logo em Abril do ano seguinte, o oblast (distrito) autônomo da Ossétia do Sul. Muito embora os ossetas tenham o seu próprio idioma, o osseto, o russo e o georgiano passaram a ser os idiomas administrativos e estatais. Durante a era soviética, sob o governo georgiano, o país experimentou uma relativa autonomia, que incluía o uso do osseto e o seu ensino nas escolas

## Conflito georgiano-osseta

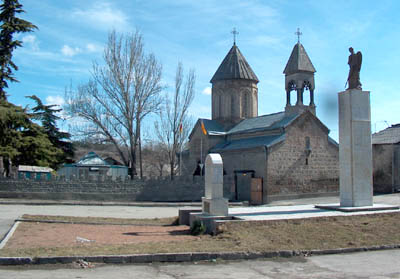
Monumento as vítimas do conflito entre a Geórgia e a Ossétia em Tskhinvali.

As tensões na região começariam a crescer em meio à crise em que passava a URSS e ao crescente nacionalismo entre os georgianos e ossetas em 1989. 
Em 10 de novembro de 1989, o Congresso dos Deputados do Povo da região proclamou sua conversão a república autónoma (dentro da Geórgia), uma decisão que o Parlamento da Geórgia declara inconstitucional. 
Em 20 de setembro de 1990, os deputados locais proclamaram a soberania e a criação da República da Ossétia do Sul. Em resposta, em 10 de dezembro do mesmo ano, o Parlamento da Geórgia declara abolida a autonomia da Ossétia do Sul. 
No dia seguinte, confrontos irrompem, produzindo as primeiras três mortes, a Geórgia, que impõe um estado de emergência na área. 
No início de Janeiro de 1991 destacamentos da Guarda Nacional e tentam entrar em Tskhinvali, enfrentando as defesa de milícias ossetas, iniciando uma guerra de dois anos, que causou cerca de 1.800 mortes e o êxodo de 4.000 pessoas.
Os separatistas proclamam a sua intenção de unir-se a Ossétia do Norte e a Rússia. Em 19 de janeiro de 1992, a maioria dos habitantes da Ossétia do Sul votaram a favor da anexação à Rússia, depois que começaram a receber ajuda a partir do Norte, de onde chegaram combatentes, e em outras regiões da Rússia.
Em 1992, forças georgianas reforçadas com tanques, artilharia das tropas da antiga URSS, cercaram e bombardearam a cidade entrando em seus subúrbios. 
As hostilidades cessaram após a assinatura, em Dagomis (balneário russo no litoral do Mar Negro) de um acordo entre a Rússia e a Geórgia, pelo qual a partir de 14 de julho de 1992 uma área de manutenção da forças de paz são destacadas. 
A presença destas forças, não impedem a formação de um regime separatista comparáveis aos das Forças Armadas da Geórgia. 
Parte do que foi a região autónoma da Ossétia do Sul (entre 30 e 40 por cento), habitado por georgianos, seguiu sob controle das autoridades da Geórgia e o resto, liderado pela autoridades separatistas, apela para a independência e vinculação a Federação da Rússia.

## As eleições presidenciais e o referendo
Em 10 de novembro de 1996, foram realizadas na Ossétia eleições presidenciais, apesar dos protestos de Tbilisi. 
Eduard Kokoity foi eleito presidente da auto-proclamada república, nunca reconhecida pela comunidade internacional em 6 de dezembro de 2001 com 53 por cento dos votos. 
Em 12 de novembro de 2006 realizou-se um referendo que não foi reconhecido pela Geórgia com 91% de participação, onde 99% votaram a favor da independência da Geórgia e união com a Rússia e a Ossétia do Norte, Eduard Kokoity nesse dia foi reeleito por mais 96 por cento dos votos.
O governo da Geórgia passa a protestar contra a Rússia por sua continua e crescente presença económica e política na região e contra os militares descontrolados do lado da Ossétia do Sul. Considera também que sua força não era neutra e exigia a sua substituição. Estas críticas foram apoiadas pelos EUA.

## A Guerra de 2008

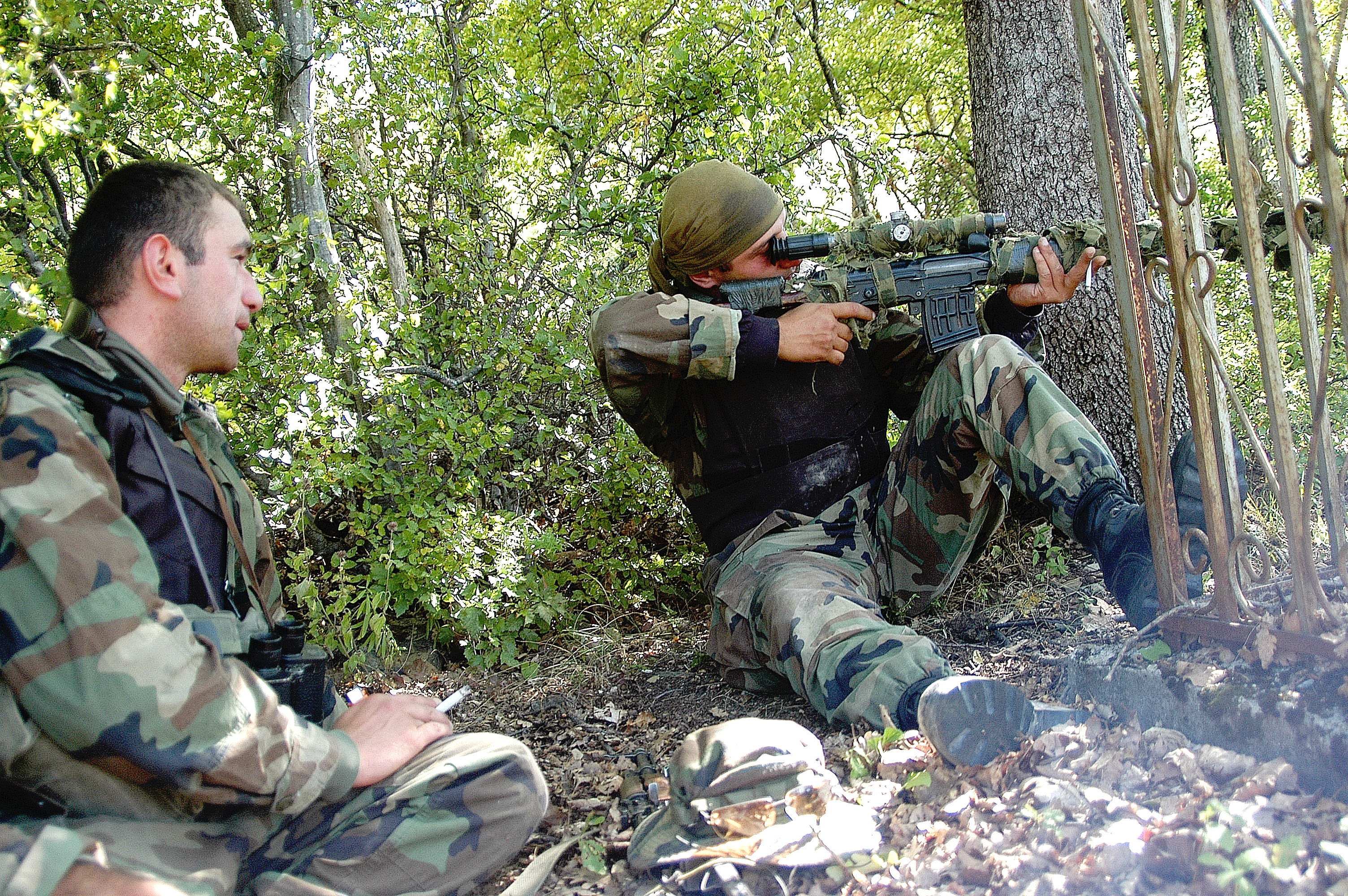
Atiradores georgianos na Ossétia do Sul.

A tensão na região, que se acumulava ao longo de meses, de acordo com alguns analistas, a Geórgia para terminar rapidamente com a independência de fato das repúblicas separatistas da Ossétia do Sul e da Abcásia, a fim de entrar na OTAN, desencadou na noite de 7 para 8 de agosto de 2008 uma guerra na Ossétia do Sul e forças russas, que garantiam a paz na região. 
Nas primeiras horas de 8 de Agosto de 2008, a Geórgia lançou um ataque maciço, que começou a guerra na Ossétia do Sul. Após um prolongado ataque de artilharia, com tanques e tropas georgianas e apoio aéreo entraram na Ossétia do Sul, território controlado. 
Durante os dias anteriores a guerra, Tskhinvali foi orientada por atiradores georgianos. Parte da população da cidade teve de ser evacuados para a Rússia. 
Na ofensiva da Geórgia em Tskhinvali, de acordo com a Comissão para a Imprensa e Informação sul-osseta, pelo menos 1492 pessoas foraqm mortas, na sua maioria civis. Entre os reforços da forças de paz da Rússia são pelo menos 64 mortos. "Mais de 37.000 pessoas tiveram de fugir das suas casas, sendo o maior receptor de refugiados a república russa da Ossétia do Norte - Alania. 
A Rússia enviou reforços às suas forças e paralisou a ligação aérea com a Geórgia. A Geórgia, por seu lado, deixou de transmitir canais de televisão na Rússia. 
Em 22 de Agosto, na sequência de uma negociação de cessar-fogo entre a Geórgia e a Rússia, a Rússia retirou suas forças de volta para a Rússia e da Ossétia do Sul, deixando contingentes militares desembolsados em vários domínios como observação e postos de segurança. Estas foram retiradas até 8 de Outubro.

## Reconhecimento da independência

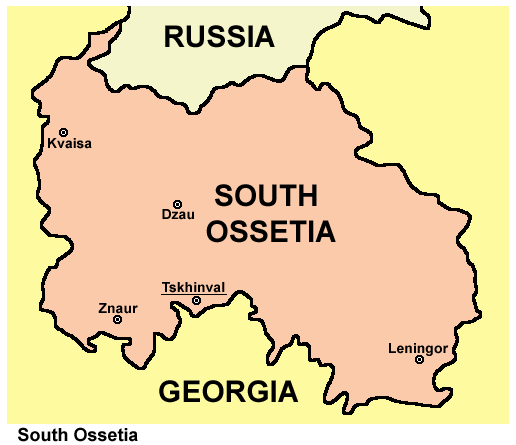

Em 25 de Agosto as duas câmaras da Assembleia Federal da Federação Russa (o parlamento da Rússia) pediu ao presidente russo Dmitri Medvedev para reconhecer a independência da Ossétia do Sul e da Abcásia. 
Em 26 de agosto governo russo reconheceu a independência da Ossétia do Sul e da Abcásia e exortou a outros governos a fazerem o mesmo. Posteriormente, em 9 de setembro a Rússia estabeleceu relações diplomáticas com os dois países. 
Em 29 de agosto o presidente da Venezuela, Hugo Chávez, reiterou seu apoio à Rússia no conflito do Cáucaso, mas ainda não reconheceu a independência das duas repúblicas. Em 3 de setembro, o presidente da Nicarágua, Daniel Ortega, reconheceu a independência das duas repúblicas. 
1. ↑  http://radikal.ru/lfp/s019.radikal.ru/i619/1205/f8/483edf91d910.jpg/htm
2. ↑  http://radikal.ru/lfp/s43.radikal.ru/i099/1307/6d/02b9feb31686.jpg/htm
3. ↑  http://www.aors.narod.ru/images/Al-VII.gif
4. ↑  http://iratta.com/uploads/posts/atlas/09/karta.jpg
5. ↑  «Cópia arquivada». Consultado em 5 de fevereiro de 2017. Arquivado do original em 5 de fevereiro de 2017
6. ↑  http://s50.radikal.ru/i129/1003/22/2fec9d793e3d.jpg